# Сирс-эль-Лайяна
Сирс-эль-Лайяна (араб. سرس الليان‎) — город на севере Египта, расположенный на территории мухафазы Минуфия.

## Географическое положение
Город находится в центральной части мухафазы, в южной части дельты Нила, на расстоянии приблизительно 10 километров к юго-юго-западу (SSW) от Шибин-эль-Кома, административного центра провинции. Абсолютная высота — 20 метров над уровнем моря.

## Демография
По данным переписи 2006 года численность населения Сирс-эль-Лайяны составляла 52 653 человек.
Динамика численности населения города по годам:
| 1996   | 2006   |
| ------ | ------ |
| 44 267 | 52 653 |

## Транспорт
Ближайший крупный гражданский аэропорт — Международный аэропорт Каира.